# Schönebecker Straße 98

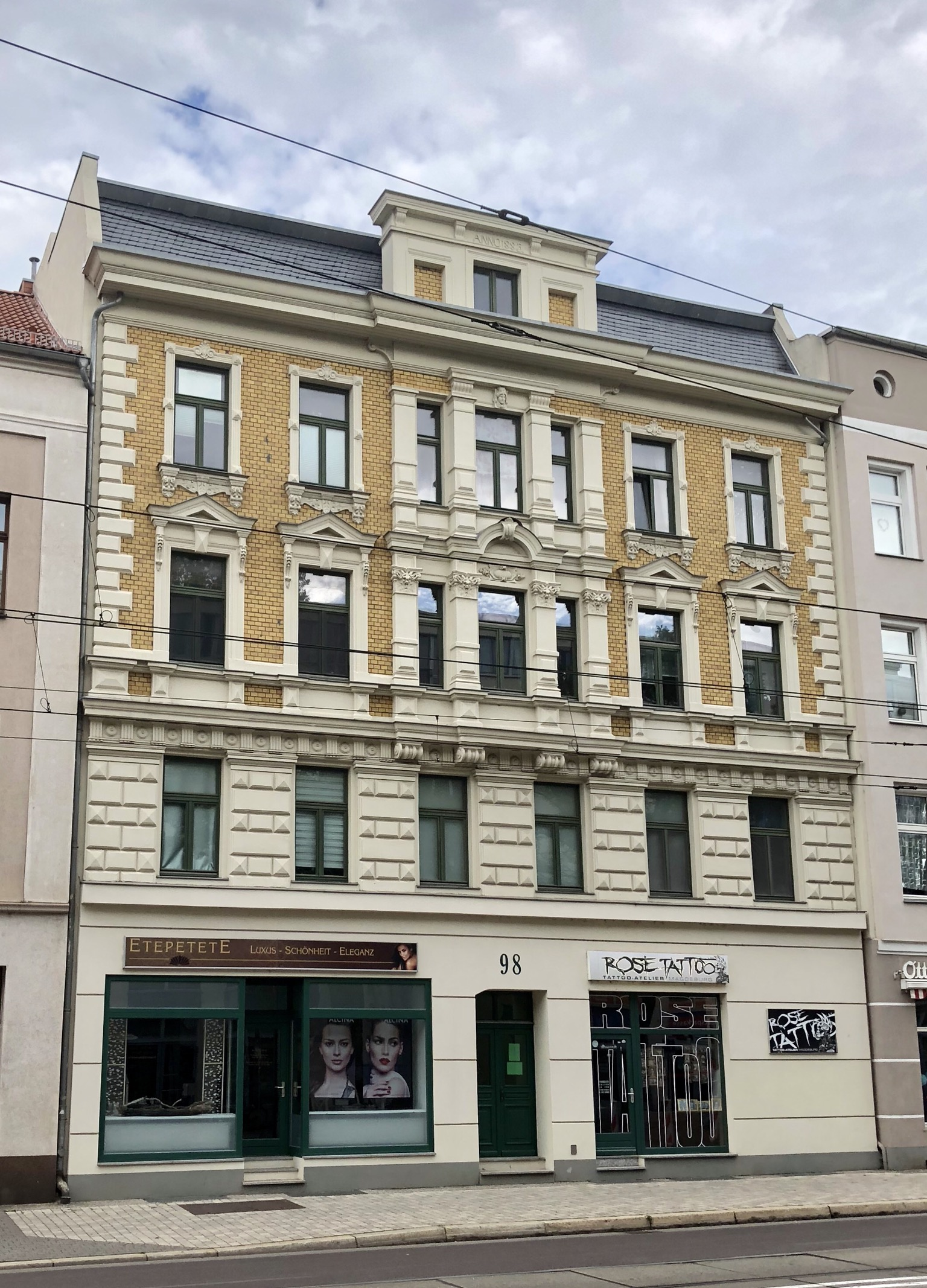
Schönebecker Straße 98, 2019

Schönebecker Straße 98 ist ein denkmalgeschütztes Wohn- und Geschäftshaus in Magdeburg in Sachsen-Anhalt.

## Lage
Es steht traufständig auf der Ostseite der Schönebecker Straße im Magdeburger Stadtteil Buckau.

## Architektur und Geschichte
Der viergeschossige Bau entstand im Jahr 1883 im Stil der Neorenaissance für den Bauherren Friedrich Nordt. Ausgeführt wurde der Bau durch den Zimmermeister A. Wischeropp. Die sechs- bis siebenachsige Fassade präsentiert sich im zweiten und dritten Obergeschoss mit gelben Ziegeln und im Erd- und ersten Obergeschoss mit verputzten Flächen. Dominiert wird die Erscheinung durch einen vor dem zweiten und dritten Obergeschoss vor den Mittelachsen befindlichen flachen Risalit. Hier befindet sich jeweils eine dreiteilige Fensterachse. Bekrönt wird dieser Bereich von einem Dacherker. Seine ursprünglichen Aufbauten sind nicht erhalten, er trägt jedoch als Inschrift noch das Baujahr 1883. Während die Fassade des ersten Obergeschosses rustiziert ist, wurde die Erdgeschossfassade später modernisiert und präsentiert sich nun schlichter. Am ersten Obergeschoss befindet sich darüber hinaus ein Metopen-Triglyphenfries.
Ebenfalls 1883 wurden ein Seiten- und ein Hinterhaus gebaut, wobei das Hinterhaus später abgerissen wurde.
Im örtlichen Denkmalverzeichnis ist das Wohn- und Geschäftshaus unter der Erfassungsnummer 094 17870 als Baudenkmal verzeichnet.